# Dzikamai Gwaze
Dzikamai Andre Gwaze (ur. 22 kwietnia 1989 w Harare) – zimbabwejski piłkarz występujący na pozycji pomocnika w polskim klubie Górnik Zabrze. Wychowanek Darryn Textiles Africa United, w swojej karierze reprezentował także barwy KS-u Wisła, LZS-u Piotrówka oraz Pogoni Szczecin.

## Statystyki kariery
(aktualne na dzień 31 maja 2016)
| Klub                 | Sezon              | Liga               | Liga  | Liga   | Puchar Polski | Puchar Polski | Europa | Europa | Suma  | Suma   |
| Klub                 | Sezon              | Liga               | Mecze | Bramki | Mecze         | Bramki        | Mecze  | Bramki | Mecze | Bramki |
| -------------------- | ------------------ | ------------------ | ----- | ------ | ------------- | ------------- | ------ | ------ | ----- | ------ |
| Pogoń Szczecin       | 2010/11            | I liga             | 5     | 1      | 1             | 0             | –      | –      | 6     | 1      |
| LZS Piotrówka        | 2012/13            | III liga           | 12    | 4      | 0             | 0             | –      | –      | 12    | 4      |
| LZS Piotrówka        | 2013/14            | III liga           | 16    | 10     | 0             | 0             | –      | –      | 16    | 10     |
| Górnik Zabrze (wyp.) | 2013/14            | Ekstraklasa        | 10    | 1      | 0             | 0             | –      | –      | 10    | 1      |
| Górnik Zabrze        | 2014/15            | Ekstraklasa        | 12    | 0      | 2             | 0             | –      | –      | 14    | 0      |
| Górnik Zabrze        | 2015/16            | Ekstraklasa        | 1     | 0      | 0             | 0             | –      | –      | 1     | 0      |
| Ogólnie w karierze   | Ogólnie w karierze | Ogólnie w karierze | 56    | 16     | 3             | 0             | 0      | 0      | 59    | 16     |